# ميخائيل شانون
ميخائيل شانون (بالإنجليزية: Michael Shannon)‏ هو طبيب أطفال وطبيب أمريكي، ولد في 9 سبتمبر 1953، وتوفي في 10 مارس 2009.